# RadioShack-Nissan-Trek/2012
Deze pagina geeft een overzicht van de wielerploeg RadioShack-Nissan-Trek van 2012. Het team is een fusie tussen Team Leopard en Team RadioShack. Het team is dit seizoen een van de 18 UCI World Tour teams die het recht hebben, maar ook de plicht, deel te nemen aan alle wedstrijden van de UCI World Tour.

## Algemeen
- Sponsors: RadioShack, Nissan
- Algemeen Manager: Johan Bruyneel
- Teammanager: Luca Guercilena
- Ploegleiders: Kim Andersen, José Azevedo, Dirk Demol, Alain Gallopin, Lars Michaelsen
- Fietsen: Trek
- Kleding: Craft
- Budget: niet bekend
- Kopmannen: Daniele Bennati, Fabian Cancellara, Andreas Klöden Andy Schleck, Fränk Schleck

## Renners
| Naam               | Geboortedatum | Nationaliteit    | Ploeg 2011         |
| ------------------ | ------------- | ---------------- | ------------------ |
| Jan Bakelants      | 14-02-1986    | België           | Omega Pharma-Lotto |
| Daniele Bennati    | 24-09-1980    | Italië           | Team Leopard       |
| George Bennett     | 07-04-1990    | Nieuw-Zeeland    | Team RadioShack    |
| Matthew Busche     | 09-05-1985    | Verenigde Staten | Team RadioShack    |
| Fabian Cancellara  | 18-03-1981    | Zwitserland      | Team Leopard       |
| Laurent Didier     | 19-07-1984    | Luxemburg        | Saxo Bank-Sungard  |
| Jakob Fuglsang     | 22-03-1985    | Denemarken       | Team Leopard       |
| Tony Gallopin      | 24-05-1988    | Frankrijk        | Cofidis            |
| Linus Gerdemann    | 16-09-1982    | Duitsland        | Team Leopard       |
| Ben Hermans        | 08-06-1986    | België           | Team RadioShack    |
| Christopher Horner | 23-10-1971    | Verenigde Staten | Team RadioShack    |
| Markel Irizar      | 05-02-1980    | Spanje           | Team RadioShack    |
| Benjamin King      | 22-03-1989    | Verenigde Staten | Team RadioShack    |
| Andreas Klöden     | 22-06-1975    | Duitsland        | Team RadioShack    |
| Tiago Machado      | 18-10-1985    | Portugal         | Team RadioShack    |
| Maxime Monfort     | 14-01-1983    | België           | Team Leopard       |
| Giacomo Nizzolo    | 30-01-1989    | Italië           | Team Leopard       |
| Nélson Oliveira    | 06-03-1989    | Portugal         | Team RadioShack    |
| Jaroslav Popovytsj | 04-01-1980    | Oekraïne         | Team RadioShack    |
| Joost Posthuma     | 08-03-1981    | Nederland        | Team Leopard       |
| Grégory Rast       | 17-01-1980    | Zwitserland      | Team RadioShack    |
| Thomas Rohregger   | 23-12-1983    | Oostenrijk       | Team Leopard       |
| Hayden Roulston    | 10-01-1981    | Nieuw-Zeeland    | Team HTC-High Road |
| Andy Schleck       | 10-06-1985    | Luxemburg        | Team Leopard       |
| Fränk Schleck      | 15-04-1980    | Luxemburg        | Team Leopard       |
| Jesse Sergent      | 08-07-1988    | Nieuw-Zeeland    | Team RadioShack    |
| Jens Voigt         | 17-09-1971    | Duitsland        | Team Leopard       |
| Robert Wagner      | 17-04-1983    | Duitsland        | Team Leopard       |
| Oliver Zaugg       | 09-05-1981    | Zwitserland      | Team Leopard       |
| Haimar Zubeldia    | 01-04-1977    | Spanje           | Team RadioShack    |

## Belangrijke overwinningen
| Strade Bianche Winnaar: Fabian Cancellara Tirreno-Adriatico 7e etappe (individuele tijdrit): Fabian Cancellara Ronde van Californië Ploegenklassement: Christopher Horner, Tiago Machado, Matthew Busche, Jens Voigt, George Bennett, Benjamin King, Markel Irizar, Grégory Rast Ronde van Luxemburg Eindklassement: Jakob Fuglsang Nationale kampioenschappen Zwitserland - individuele tijdrit: Fabian Cancellara Denemarken - individuele tijdrit: Jakob Fuglsang Luxemburg - wegwedstrijd: Laurent Didier Ronde van Frankrijk Proloog: Fabian Cancellara Ploegenklassement: Fränk Schleck, Fabian Cancellara, Tony Gallopin, Christopher Horner, Andreas Klöden, Maxime Monfort, Jaroslav Popovytsj, Jens Voigt, Haimar Zubeldia | Ronde van Oostenrijk 4e etappe: Jakob Fuglsang Eindklassement: Jakob Fuglsang Ronde van Wallonië 3e etappe: Giacomo Nizzolo Eindklassement: Giacomo Nizzolo Eneco Tour 5e etappe: Giacomo Nizzolo Puntenklassement: Giacomo Nizzolo Ronde van Poitou-Charentes 3e etappe: Giacomo Nizzolo Ronde van Colorado 4e etappe: Jens Voigt Ronde van Spanje 18e etappe: Daniele Bennati |

Mannen: 2011 · 2012 · 2013 · 2014 · 2015 · 2016 · 2017 · 2018 · 2019 · 2020 · 2021 · 2022 · 2023 · 2024 · 2025
Vrouwen: 2019 · 2020 · 2021 · 2022 · 2023 · 2024 · 2025
AG2R-La Mondiale · Astana · BMC Racing Team · Euskaltel-Euskadi · FDJ-Big Mat · Team Garmin-Sharp-Barracuda · Katjoesja · Lampre-ISD · Liquigas-Cannondale · Lotto-Belisol · Team Movistar · Omega Pharma-Quick Step · Orica-GreenEdge · Rabobank · RadioShack-Nissan-Trek · Saxo Bank-Tinkoff Bank · Sky ProCycling · Vacansoleil-DCM